# Albert Eschenmoser
 (juin 2024).
Si vous disposez d'ouvrages ou d'articles de référence ou si vous connaissez des sites web de qualité traitant du thème abordé ici, merci de compléter l'article en donnant les références utiles à sa vérifiabilité et en les liant à la section « Notes et références ».
Albert Eschenmoser, né le 5 août 1925 à Erstfeld et mort le 14 juillet 2023 à Küsnacht, est un chimiste suisse travaillant à l'École polytechnique fédérale de Zurich (EPFZ) et à l'Institut de recherche Scripps.
Sa recherche avec Lavoslav Ružička a donné un éclairage important sur la biosynthèse des stéroïdes.

## Biographie
Dans les années 1960, Albert Eschenmoser a commencé, avec Robert Burns Woodward à l'université Harvard et une équipe de près d'une centaine d'étudiants et de chercheurs postdoctoraux, la synthèse totale de la vitamine B12, qui était le produit naturel le plus complexe jamais synthétisé. La synthèse a été achevée en 1972 et est considérée comme un jalon important en chimie organique.
Il a développé la fragmentation d'Eschenmoser, la contraction de sulfure d'Eschenmoser, le réarrangement d'Eschenmoser-Claisen (souvent juste appelé réarrangement d'Eschenmoser) et découvert avec son groupe de recherche le sel d'Eschenmoser qui porte son nom.
Eschenmoser a étudié à l'EPFZ, où il sort diplômé en sciences naturelles en 1949, docteur ès sciences en 1951, professeur de chimie organique en 1956, professeur agrégé en 1960, puis professeur titulaire de chimie organique générale en 1965. Depuis 1992, il est professeur émérite à l'EPFZ. De 1996 à 2009, Eschenmoser a été professeur (Skaggs Institute for Chemical biology) à l'Institut de recherche Scripps à La Jolla en Californie.
Albert Eschenmoser a remporté une trentaine de prix académiques nationaux et internationaux.